# Potenza e gloria
Potenza e gloria (The Power and the Glory) è un film del 1933 diretto da William K. Howard. Primo film scritto da Preston Sturges, Potenza e gloria fu citato da Pauline Kael nel suo saggio "Raising Kane" come prototipo della struttura narrativa di Quarto potere. Distribuito negli Stati Uniti dalla Fox Film il 6 ottobre 1933, nel 2014 il film fu ritenuto "culturalmente, storicamente o esteticamente significativo" dalla Biblioteca del Congresso e selezionato per la conservazione nel National Film Registry.

## Trama
Dopo il funerale di Tom Garner, un potente e odiato magnate delle ferrovie che si è suicidato, il suo migliore amico Henry ricorda la vita di Garner, i suoi problemi familiari e la sua ascesa da guardalinee a presidente della ferrovia.

## Distribuzione

### Data di uscita
Le date di uscita internazionali sono state:
- 6 ottobre 1933 negli Stati Uniti
- 17 marzo 1934 in Svezia (Hans andra hustru)
- 3 maggio in Italia
- 12 maggio in Australia
- 8 ottobre in Portogallo (O Poder e a Glória)
- 25 maggio 1935 in Danimarca (Magt og ære)

### Edizioni home video
L'unica edizione home video del film è un DVD-Video distribuito in America del Nord il 23 agosto 2012 dalla 20th Century Fox Home Entertainment nella collana 20th Century Fox Cinema Archives. Come tutti i DVD della collana, esso è privo di sottotitoli.